# الحبيب (باخرة)
الباخرة الحبيب (بالأحرف اللاتينية: Habib) هي باخرة تابعة للشركة التونسية للملاحة، صنعت في ألمانيا عام 1978، وبدأت الخدمة في يونيو/جوان 1978.
تم ترك العمل بهذه الباخرة في 2012 بعد وصول الباخرة التونسية تانيت جديدة الصنع من كوريا الجنوبية إلى تونس.

## وصلات خارجية
- زيارة افتراضية للباخرة الحبيب على موقع الشركة التونسية للملاحة.